# Symbole de la radioactivité
☢ est un symbole  d'expositions à des rayonnements ionisants. Il est constitué d'un disque entouré de trois sixièmes de disque tronqué. Il est communément appelé « trisecteur », « Pâquerette » ou encore « trèfle radioactif ».

Classe 7 - Matière radioactive

Ce symbole moderne est utilisé comme symbole de danger par les lois et organisations internationales. Il peut être entouré d'un cercle ou bien d'un triangle pour renforcer l'idée de danger. Il peut également être complété par des traits disposés à l'extrémité de chacune des branches pour désigner un danger d'irradiation, et par un fond composé de points noirs pour désigner un danger de contamination.